# Selago lepida
Selago lepida är en flenörtsväxtart som beskrevs av O.M. Hilliard. Selago lepida ingår i släktet Selago och familjen flenörtsväxter. Inga underarter finns listade i Catalogue of Life.